# 羅曼基夫
50°14′13″N 30°34′12″E / 50.23694°N 30.57000°E
羅曼基夫（烏克蘭語：Романків）是位於烏克蘭北部的村莊，由基辅州奧布希夫區的科津市鎮負責管轄。該村始建於1918年，面積0.01平方公里，海拔高度105米，2001年人口67，人口密度每平方公里8,375人。